# Una lunga giornata di lavoro
Una lunga giornata di lavoro (The Clock Watcher) è un film del 1945 diretto da Jack King. È un cortometraggio animato della serie Donald Duck, prodotto dalla Walt Disney Productions e uscito negli Stati Uniti il 26 gennaio 1945, distribuito dalla RKO Radio Pictures. Nel dicembre 2001 fu inserito nel film di montaggio direct-to-video Le più belle storie di Natale di Walt Disney.

## Trama
Paperino lavora nel reparto confezionamento regali di un grande magazzino, dove però assolve i suoi compiti svogliatamente e in modi scorretti (ad esempio deforma con una morsa un trombone per inserirlo in un pacco). Deve però vedersela con il suo capo, che gli parla attraverso un tubo metallico, e con un pupazzo a molla, che continua a uscire dalla scatola. A fine giornata il capo, invece di lasciare che Paperino torni a casa, gli dà del lavoro extra, ricordandogli il motto della ditta: "Datemi il meglio di voi stessi". Per tutta risposta, Paperino sale al piano superiore, rimbrotta e picchia il capo.

## Distribuzione

### Edizioni home video

#### VHS
- I 50 anni folli di Paperino (gennaio 1987)

#### DVD
Il cortometraggio è incluso nel DVD Walt Disney Treasures: Semplicemente Paperino - Vol. 2.